# Dája Bedáňová
Daja Bedanova (ur. 9 marca 1983 w Ostrawie) – czeska tenisistka, zwyciężczyni wielkoszlemowych turniejów juniorskich w Wimbledonie i US Open w grze podwójnej z 1999 roku.
W swojej karierze wygrała jeden turniej z cyklu WTA w grze pojedynczej i jeden w grze podwójnej. Na swoim koncie ma także wygrany jeden turniej w grze pojedynczej i dwa w grze podwójnej rangi ITF.
W latach 1999–2000 oraz w 2003 roku reprezentowała swój kraj w rozgrywkach Pucharu Federacji.
Od 1 kwietnia 2010 jest żoną czeskiego tenisisty Jana Hájka.

## Finały turniejów WTA
| Legenda                | Legenda |
| ---------------------- | ------- |
| Wielki Szlem           |         |
| Igrzyska olimpijskie   |         |
| WTA Tour Championships |         |
| 1988 – 2008            |         |
| Kategoria I            |         |
| Kategoria II           |         |
| Kategoria III          |         |
| Kategoria IV           |         |
| Kategoria V            |         |

### Gra pojedyncza
| Końcowy wynik | Nr | Data                 | Turniej    | Nawierzchnia | Przeciwniczka  | Wynik finału  |
| ------------- | -- | -------------------- | ---------- | ------------ | -------------- | ------------- |
| Zwyciężczyni  | 1. | 29 października 2000 | Bratysława | Twarda       | Miriam Oremans | 6:1, 5:7, 6:3 |

### Gra podwójna
| Końcowy wynik | Nr | Data                 | Turniej    | Nawierzchnia | Partnerka     | Przeciwniczki               | Wynik finału  |
| ------------- | -- | -------------------- | ---------- | ------------ | ------------- | --------------------------- | ------------- |
| Zwyciężczyni  | 1. | 21 października 2001 | Bratysława | Twarda       | Jelena Bowina | Nathalie Dechy Meilen Tu    | 6:3, 6:4      |
| Finalistka    | 1. | 11 stycznia 2003     | Canberra   | Twarda       | Dinara Safina | Tathiana Garbin Émilie Loit | 3:6, 6:3, 4:6 |

## Finały juniorskich turniejów wielkoszlemowych

### Gra podwójna (3)
| Końcowy wynik | Rok  | Turniej   | Nawierzchnia | Partnerka            | Przeciwniczki                        | Wynik finału  |
| Zwyciężczyni  | 1999 | Wimbledon | Trawiasta    | María Emilia Salerni | Tetiana Perebyjnis Iroda Tulyaganova | 6:1, 2:6, 6:2 |
| Zwyciężczyni  | 1999 | US Open   | Twarda       | Iroda Tulyaganova    | Galina Fokina Lina Krasnorucka       | 6:3, 6:4      |
| Finalistka    | 2000 | Wimbledon | Trawiasta    | María Emilia Salerni | Ioana Gașpar Tetiana Perebyjnis      | 6:7(2), 3:6   |